# Максиміліан Пінгот
Максиміліан Пінгот (пол. Maksymilian Pingot, нар. 1 квітня 2003, Конін, Польща) — польський футболіст, центральний захисник клубу «Гурник» (Забже).

## Ігрова кар'єра

### Клубна
Максиміліан Пінгот перші кроки у футболі починав робити у своєму рідному місті Конін. У 2016 році він приєднався до молодіжної команди познаньського «Леха».
У квітні 2021 року Пінгот зіграв свою першу гру на професійному рівні у складі другої команди «Леха» у Другій лізі. Перед початком сезону 2022/23 футболіста було переведено до першої команди. Дебют Пінгота в основі відбувся 9 липня 2022 року у матчі на Суперкубок проти «Ракува». А за тиждень футболіст відмітився першою грою в основі і в чемпіонаті країни.
У січні 2023 року Максиміліан Пінгот відбув в оренду до кінця сезону у клуб Першої ліги «Одра».

### Збірна
З 2022 року Максиміліан Пінгот є гравцем молодіжної збірної Польщі.

## Досягнення
- Чемпіон Польщі (1):

«Лех»: 2024-25